# Taylor Schilling
Taylor Schilling (født 27. juli 1984) er en amerikansk skuespiller. Hun blev kendt for hovedrollen som Piper Chapman i Netflixs dramakomedie, Orange Is the New Black. Schilling havde sin filmdebut i filmen Dark Matter i 2007, hvor hun spillede med Meryl Streep.

## Filmografi
- Dark Matter (2007)
- Atlas Shrugged: Part I (2011)
- The Lucky One (2012)
- Operation Argo (2012)
- Stay (2013)
- The Overnight (2015)
- Take Me (2017)
- The Public (2018)
- The Philosophy of Phil (2018)
- The Titan (2018)
- The Prodigy (2019)
- Family (TBA)